# Organização dos Estados do Caribe Oriental

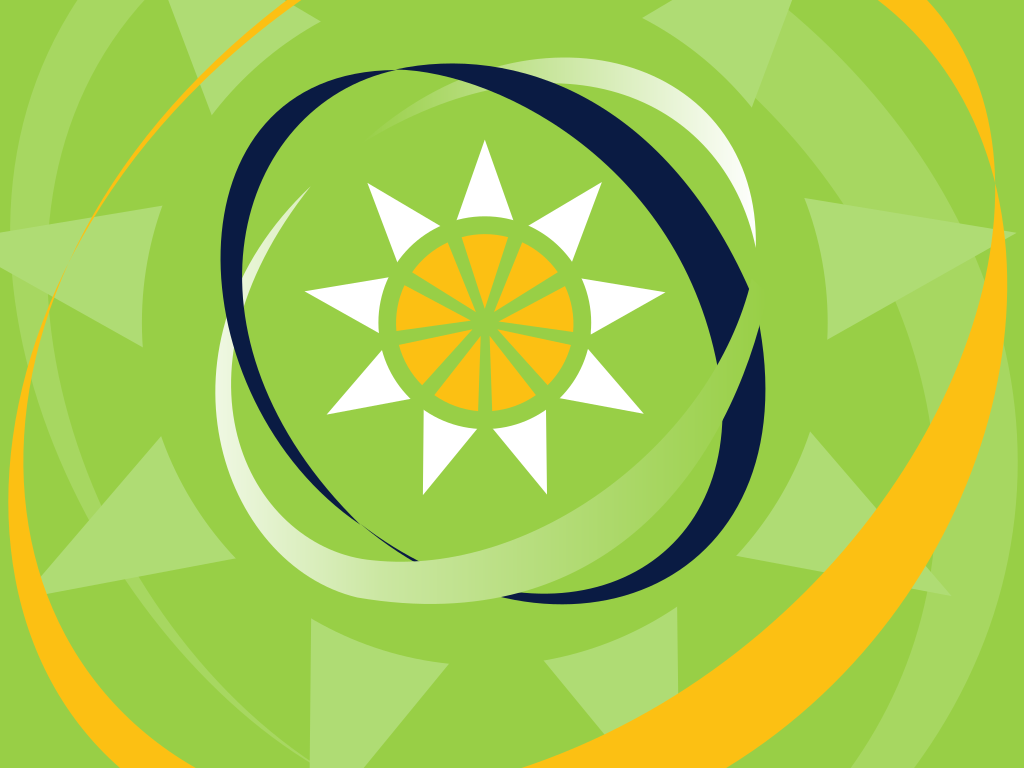
Bandeira.

A Organização dos Estados do Caribe Oriental (português brasileiro) ou das Caraíbas Orientais (português europeu) (OECO) (em inglês: Organisation of Eastern Caribbean States - OECS) é uma organização regional inter-governamental dedicada à cooperação técnica e desenvolvimento sustentável, harmonização e integração econômica, à proteção dos direitos humanos e jurídico, bem como o momento da boa vizinhança entre os países e dependências no Caribe Oriental.
A OECO também atua nas áreas de comércio, transportes, turismo e na propagação responsabilidade e ajuda em caso de uma catástrofe natural, como furacões, o que é comum nessa região. Todos os membros e um dos associados possuem uma moeda em comum, o dólar do Caribe Oriental, a exceção são as Ilhas Virgens Britânicas, que usam o dólar americano.
Foi criada em 18 de junho de 1981 através da assinatura do Tratado de Basseterre na capital de São Cristóvão e Neves.
O organismo principal da OECO, o secretariado, está sediado na capital de Santa Lúcia, Castries. Sua Diretora Geral é Len Ishmael, uma economista santa-lucience. As outras instituições principais são o Tribunal Supremo Caribenho Oriental (Eastern Caribbean Supreme Court) e o Banco Central do Caribe Oriental (Eastern Caribbean Central Bank).
Foi previsto para 1 de julho de 2007, que os membros formem uma união econômica, aproveitando a unidade monetária que já compartilham.

## Membros

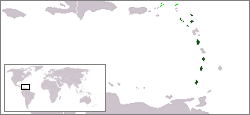
De verde mais escuros estão os membros e de verde claro, os associados.

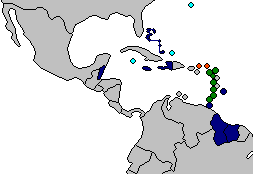
Relação entre a OECO e a CARICOM:
Membros da OECO e da CARICOM.
Associados à OECO e à CARICOM.
Membros somente da CARICOM.
Associados somente à CARICOM.

A OECO possui dez membros: seis países independentes, que eram antigas colônias britânicas e atuais membros da Commonwealth, três territórios do Reino Unido e um da França, todos localizados na porção oriental do Caribe, inseridos nas Pequenas Antilhas. São eles:
Membros
- Antígua e Barbuda
- Dominica
- Granada
- Monserrate
- São Cristóvão e Neves
- Santa Lúcia
- São Vicente e Granadinas

Associados
- Anguila
- Ilhas Virgens Britânicas
- Martinica